# ダイオウグソクムシ

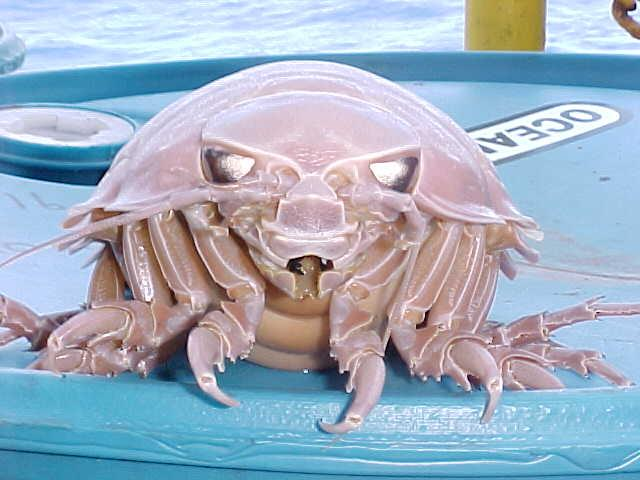
正面から見たダイオウグソクムシ

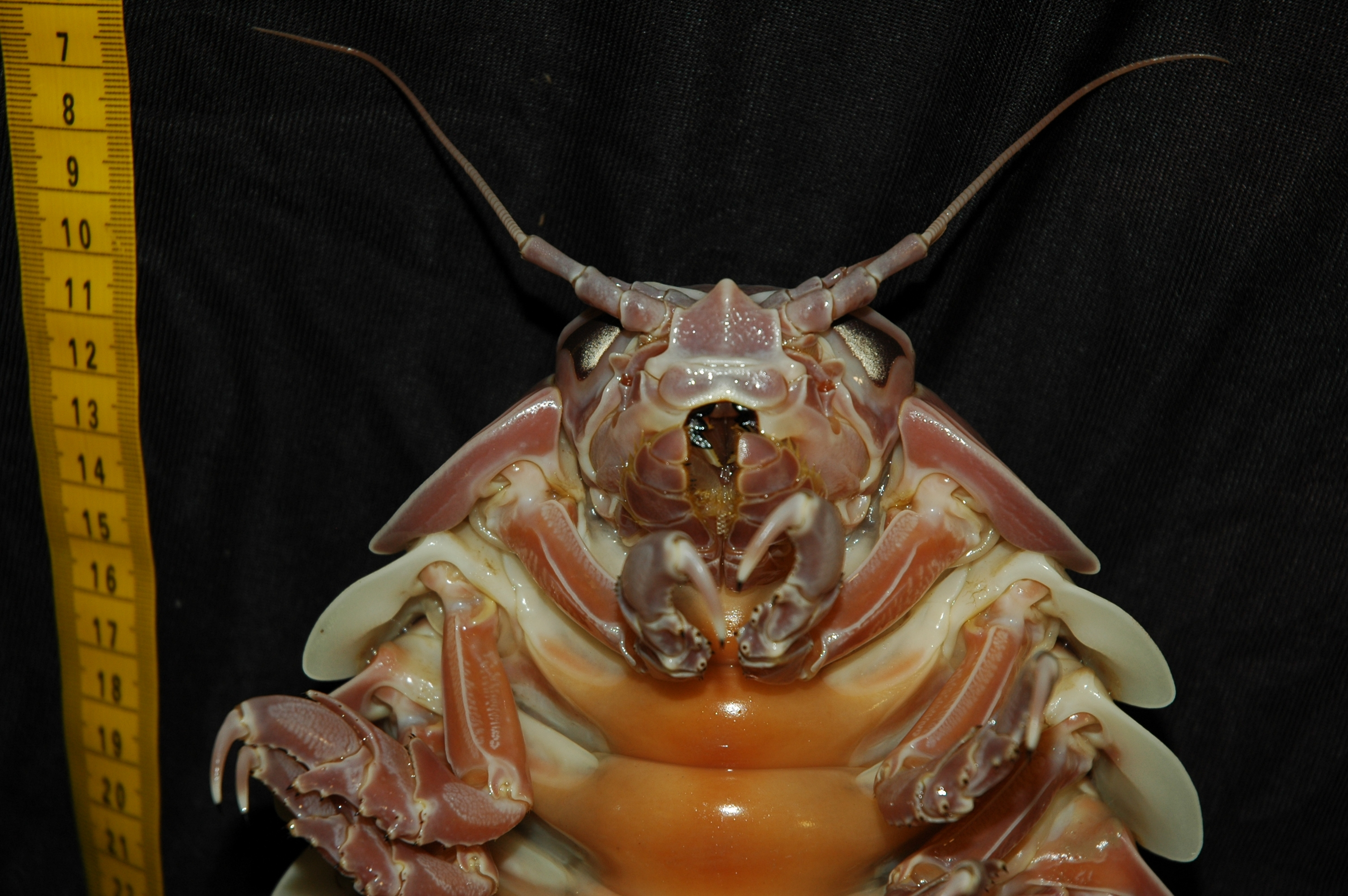
大顎部分

ダイオウグソクムシ（Bathynomus giganteus、大王具足蟲、大王具足虫）は、等脚目スナホリムシ科に属する海生甲殻類の一種である。最大の等脚目として知られる。

## 分布
メキシコ湾や、西大西洋周辺の深海200 - 1000メートルほどの深さの海底砂泥地に生息する。

## 特徴
等脚類としては世界最大であり、体長は20 - 40センチメートルで、最大50センチメートル近くにもなる巨大な種である。日本近海に生息する最大の等脚類として知られるオオグソクムシが最大15センチメートルほどなのと比べて、はるかに大型となり、体重は1キログラムを上回る。外見はダンゴムシのようだが、分類ではフナムシに近い。頭部の黒い複眼は約3500個の個眼から形成されており、節足動物の複眼としては最大級である。触角は2対あり、等脚類の特徴である第一触角は、フナムシ程度の大きさでは肉眼でも判別しにくいほど小さいが、本種はその大きさから容易に第一触角を見つけることができる。口部分は2対の格子状の顎が重なっている。
歩脚は、等脚類の特徴である7対の符節から構成されている。脚の間には卵を抱く保育嚢があり、受精卵も節足動物としては最大級である。尾部に棘が生えており、一番後ろの脚のさらに後の末端部には、ヒレ状に発達している遊泳脚がある。それを用いて背面を海底に向けながら、身体をくねらせて遊泳を行う。外敵や攻撃を受けた場合は背面にはならず泳いで逃げることもあり、不完全ながらダンゴムシのように身体を丸め、背甲で身を守るともいわれる。
脱皮する過程が、日本の鳥羽水族館で2016年2月12日に撮影・記録された。脱皮の過程を記録できた映像は少なくとも日本国内では初、世界初の記録の可能性もある。だが、4月1日に死亡した。原因は不明である。

## 生態
「深海の掃除屋」と呼ばれる本種は、深海底に沈降してきた大型魚類やクジラなどの死骸や弱った生き物等の有機物を摂食する。他の等脚類のように弱った仲間や死体を食べる共食いを行っている可能性もあるが、詳細は不明である。
本種は大型の割に極めて少食で飢餓に強い。鳥羽水族館において2007年9月から飼育されていた体長29センチメートルの個体「No.1」は、2009年1月2日に50グラムのアジを食べて以来、2014年2月14日に死亡するまでの5年1か月間（1869日間）にわたり餌を口にしなかった。2013年2月に飼育を開始し、4か月間絶食した後に死亡した個体「No.9」を解剖したところ、消化管に未消化の魚が106gほど残っていた。
しかし、餌の少ない環境でここまでの巨体になることは、ダイオウイカと並んで深海巨大症の例としてよく引用されるが、その巨大化のメカニズムについては未だに多くの部分が解明されていない。

## 人間との関わり
本種は1878年にオスがメキシコ湾の海底から発見され、1891年にはメスも発見された。漁網や篭にかかった有用魚類を食い荒らすことから、漁師達には嫌われている。
本種は巨躯の割に肉が少なく、臭みも強いために食用には適さないといわれるが、地域によっては食用利用されるという。素揚げにすると旨みが強く美味という話もある。

## エノスイグソクムシ
神奈川県の新江ノ島水族館でダイオウグソクムシとして飼育していたメキシコ湾産の個体の中に、本種に非常によく似た別種が混じっていたと、台湾、国立台南大学の黄銘志博士が執筆、2022年8月に「Journal of Natural History」に掲載された論文で報告された。この新種は、和名は新江ノ島水族館の略称を取りエノスイグソクムシ（学名はメキシコ湾を囲むユカタン半島からBathynomus yucatanensis）と名付けられた。新江ノ島水族館が飼育していた同産地の別個体はダイオウグソクムシであることが確認されている。
両種の判別は非常に難しく、現在同水族館で飼育・展示中の個体に関してはどちらの種であるか未確認であるとして、展示水槽に掲げた名称は「オオグソクムシ属の1種」に変更されている。